# Flöte (Bootstyp)

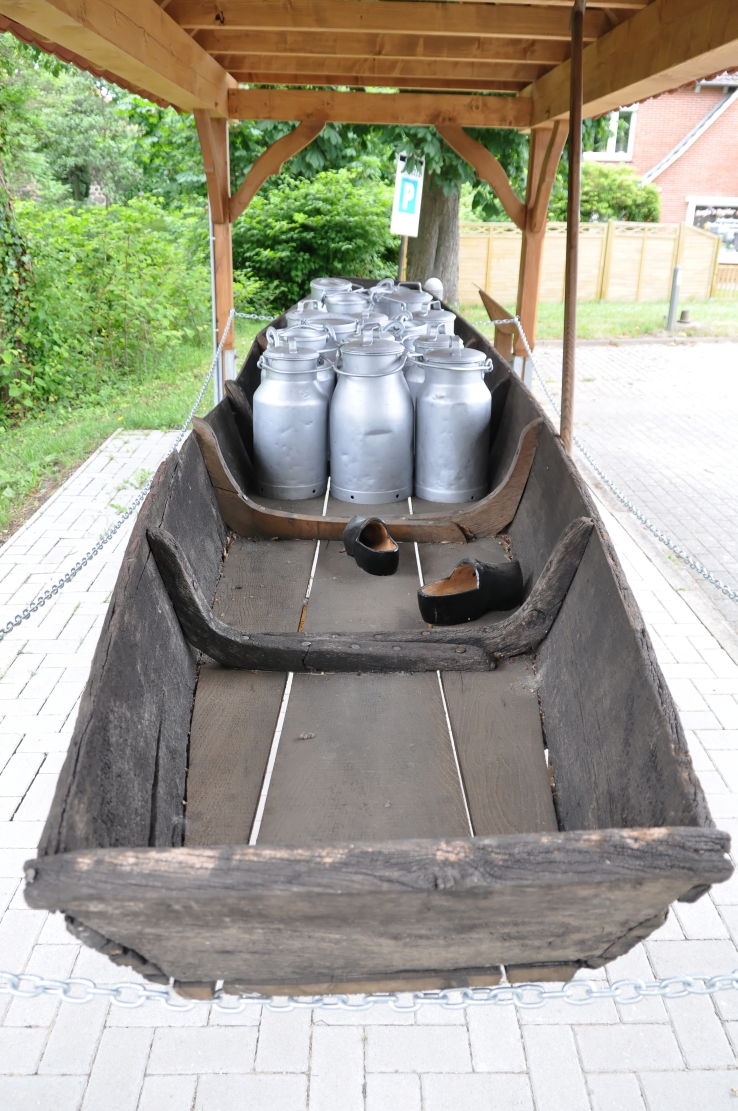
Flöte in Ihlienworth

Flöten sind im Sietland und angrenzenden Gebieten kleine floßähnliche Boote. Mit ihnen wurden alle Güter des täglichen Bedarfs transportiert, weil es sichere Straßen im Nassen Dreieck zwischen Weser und Elbe nicht gab.

## Beschreibung
Die schmalen länglichen Flöten konnte durch schmale Kanäle, Aue (Lühe), Oste oder Wetter, den Hadler- und Opplnerkanal sowie auf dem Balksee zu Fischfang gestakt werden. Bis in die 1970er Jahre wurden sie im Stehen mit einem langen Paddel gesteuert und bewegt. Man konnte mit ihnen Milch in die Meierei, Getreide zu den Kornmühlen sowie Bau- und Brennmaterialien zu Anlegestellen auf der Medem bringen. Klinker aus den umliegenden Ziegeleien wurden nach Otterndorf, Belum und Neuhaus transportiert und von dort zum (Wieder-)Aufbau Hamburgs nach dem Hamburger Brand 1842 genutzt.

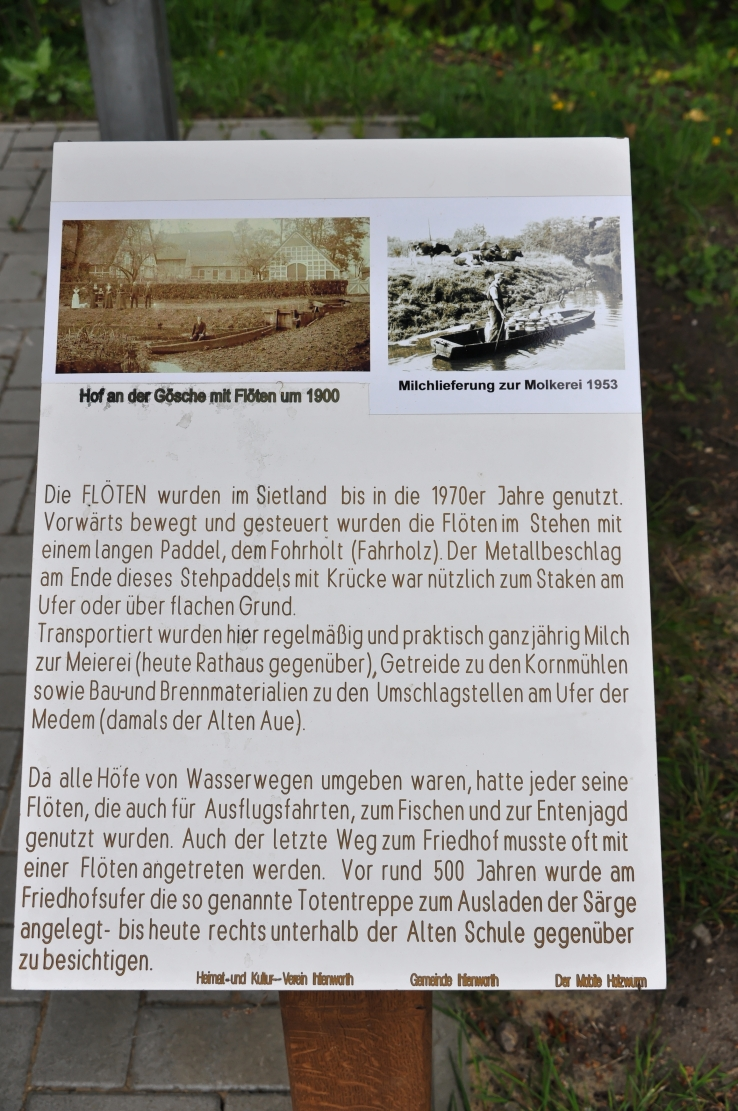
Informationstafel des Heimat- und Kulturvereins Ihlienworth

Das Land war von Wasserwegen durchzogen, so hatte jeder Hof seine Flöten. Sie wurden auch für Ausflugsfahrten oder zum Fischen oder zur Entenjagd benutzt. Die Staken wurden Fohrholt – plattdeutsch für „Fahrholz“− genannt, sie hatten an einem Ende Metallbeschläge und am anderen Ende eine Krücke, einen T-Griff. Damit konnte man die Flöte am Ufer entlang oder auf dem schlickigen Grund abstoßen.
Auch der letzte Weg zum Friedhof wurde mit einer Flöte angetreten: Vor 500 Jahren wurde am Friedhofsufer in Ihlienworth die Totentreppe angelegt. Wo die Särge ausgeladen wurden, kann man noch heute rechts unterhalb der Alten Schule gegenübersehen.

Bilder von Flöten in Ihlienworth
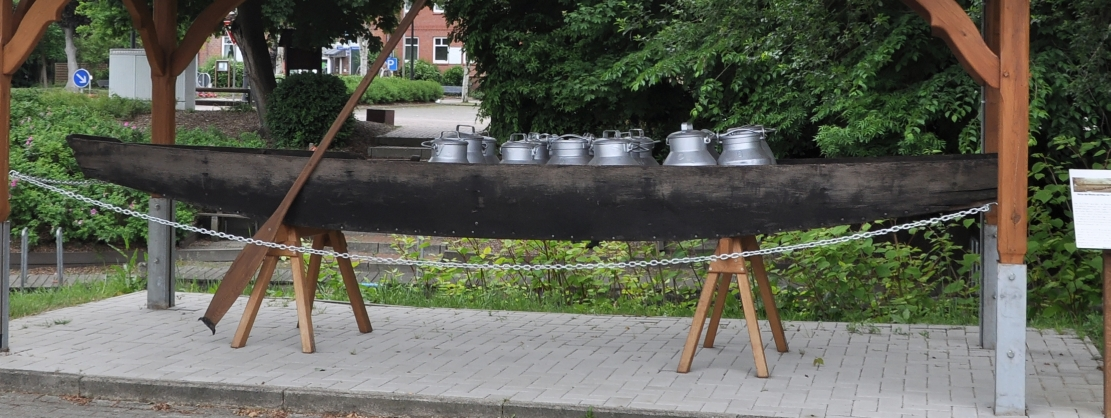
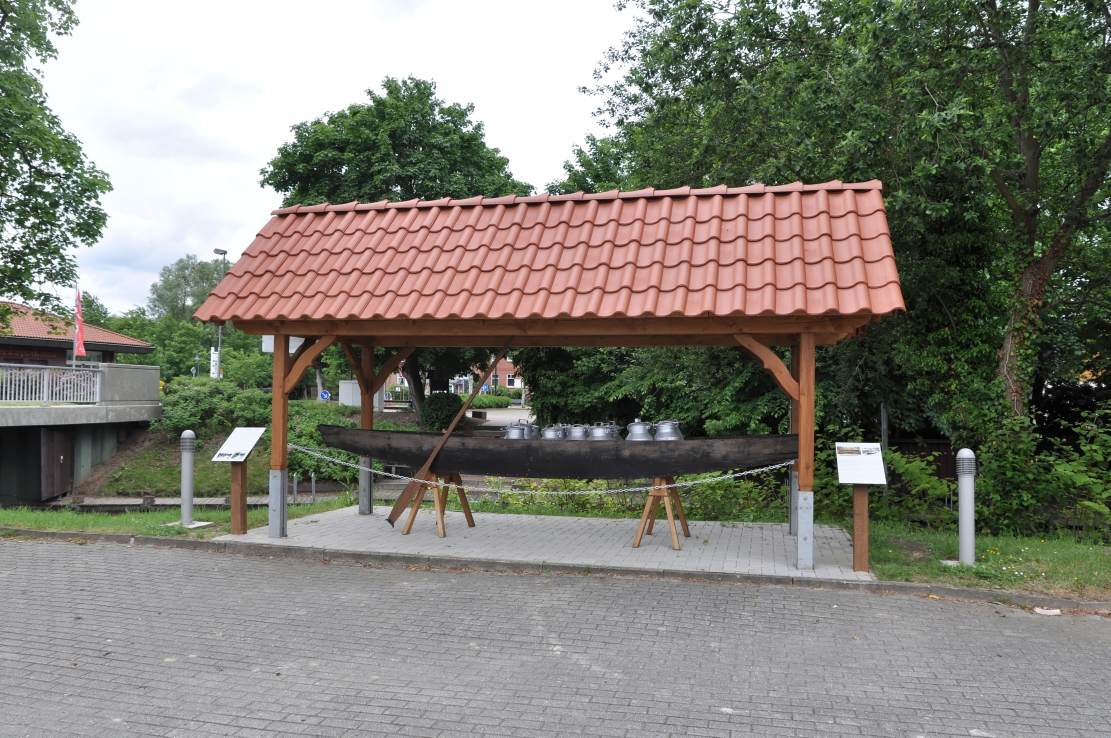
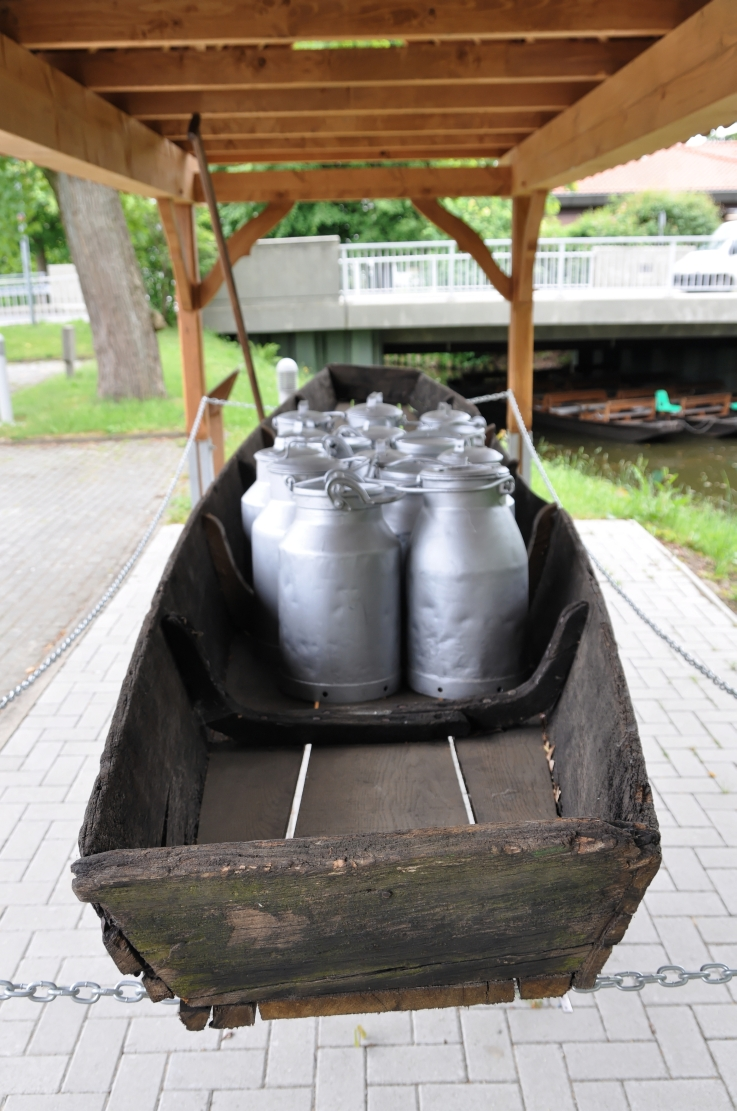
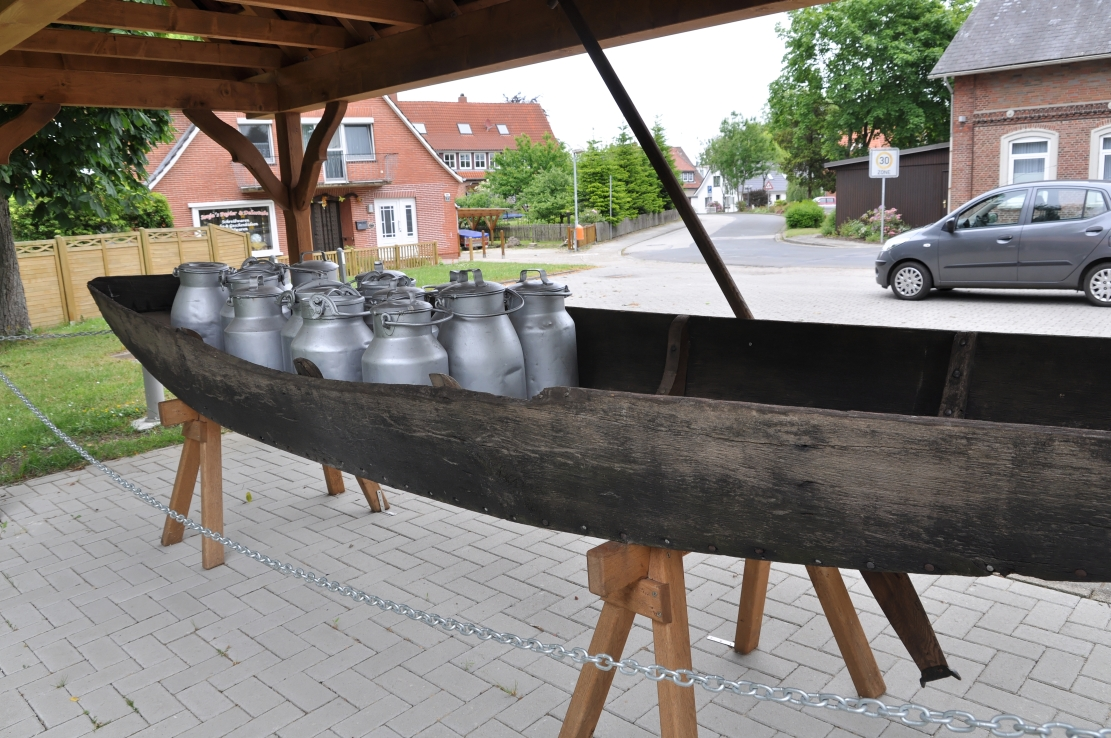
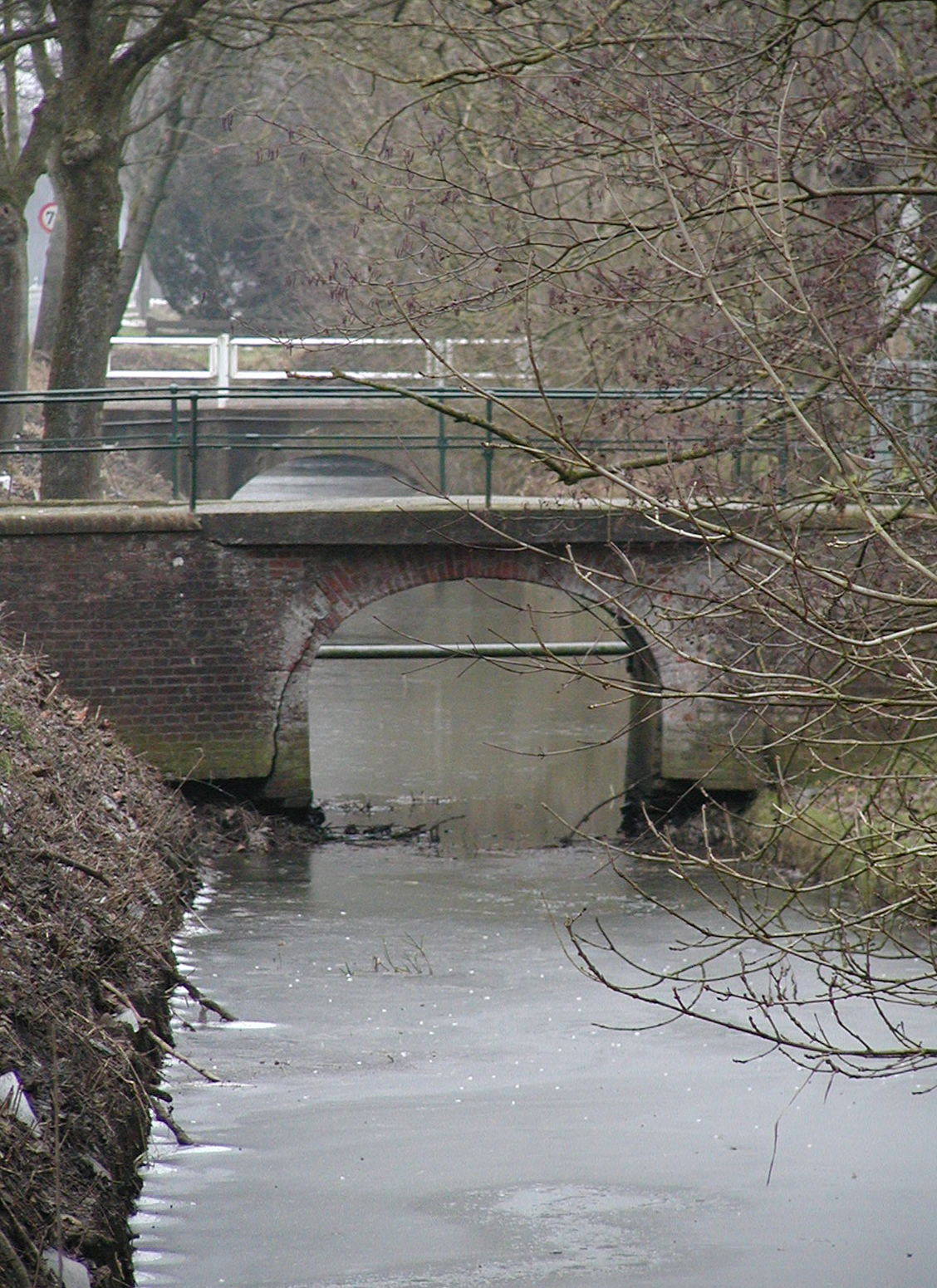
Die Wetter in Bülkau und die alten Brücken 3 Fuß und 3 Zoll breit, damit die Flöten durch kommen.

## Einzelbelege
1. ↑  Hinweis auf die Totentreppe (Memento des Originals vom 23. Juni 2015 im Internet Archive)  Info: Der Archivlink wurde automatisch eingesetzt und noch nicht geprüft. Bitte prüfe Original- und Archivlink gemäß Anleitung und entferne dann diesen Hinweis. In Ihlienworth gibt es eine Totentreppe, die mit einer Flöte angesteuert wurde.
2. ↑  Hinweis auf Sietlandkahnfahrten (Memento des Originals vom 23. Juni 2015 im Internet Archive)  Info: Der Archivlink wurde automatisch eingesetzt und noch nicht geprüft. Bitte prüfe Original- und Archivlink gemäß Anleitung und entferne dann diesen Hinweis. mit Bildern von der Totentreppe
3. ↑  Die Beschreibung der Flöten ist auf der Infotafel des Heimat- und Kulturvereins Ihlienworth nachzulesen.